# Proctacanthus gracilis
Proctacanthus gracilis är en tvåvingeart som beskrevs av Stanley Willard Bromley 1928. Proctacanthus gracilis ingår i släktet Proctacanthus och familjen rovflugor. Inga underarter finns listade i Catalogue of Life.